# Potamotrygon boesemani
Potamotrygon boesemani  (лат.) — вид скатов рода речных хвостоколов одноимённого семейства из отряда хвостоколообразных скатов. Обитает в тропических водах бассейна реки Корантейн (Южной Америки). Максимальная зарегистрированная длина 42,7 см. Грудные плавники этих скатов образуют округлый диск. Спинные и хвостовой плавники отсутствуют. В средней части хвостового стебля расположен ядовитый шип. Не является объектом целевого лова.

## Таксономия
Впервые вид был научно описан в 2008 году. Вид назван в честь Маринуса Бозмана (1916—2006) из Лейденского Университета за вклад в Южно-Американскую ихтиологию и историю зоологии. Голотип  представляет собой самца длиной 37,7 см, пойманного в реке Корантейн, Суринам (05°00′ ю. ш. 57°16′ з. д.). Паратипы: самцы длиной 25—41,3 см и самки длиной 15,3—42,7 см, пойманные там же.

## Ареал
Potamotrygon boesemani обитают в Южной Америке, в бассейне  реки Корантейн, на границе ГайаныPotamotrygon boesemani (англ.) информация на сайте «Энциклопедия жизни» (EOL).. 

## Описание
Широкие грудные плавники Potamotrygon boesemani срастаются с головой и образуют овальный диск. Спинные плавники и хвостовой плавник отсутствуют. Позади глаз расположены брызгальца. Брюшные плавники закруглены и почти полностью прикрыты диском. На вентральной стороне диска расположены ноздри и 5 пар жаберных щелей.  Хвост довольно короткий и толстый по сравнению с другими представителями семейства речных хвостоколов. На его дорсальной поверхности имеется ядовитый шип. Каждые 6—12 месяцев он обламывается и на его месте вырастает новый. У основания шипа расположены железы, вырабатывающие яд, который распространяется по продольным канавкам. В обычном состоянии шип покоится в углублении из плоти, наполненном слизью и ядом.
Окраска тела чаще тёмно-коричневого цвета с рисунком из неправильной формы глазков тёмно-оранжевого или красного цвета с чёрной окантовкой в виде нескольких концентрических кругов. Окраска глазков более интенсивная по сравнению с глазчатым хвостоколом, Potamotrygon henlei, Potamotrygon leopoldi. В отличие от этих скатов у Potamotrygon boesemani глазки на хвосте отсутствуют. Максимальная зарегистрированная длина 42,7. Зубы мелкие, 45 верхних зубных рядов. Количество лучей грудных плавников составляет 98—104.

## Биология
Вероятно, подобно прочим хвостоколообразным Potamotrygon boesemani размножаются яйцеживорождением.

## Взаимодействие с человеком
Международный союз охраны природы еще не оценил статус сохранности данного вида.